# Beggingen
Beggingen est une commune suisse du canton de Schaffhouse.

## Géographie

Vue aérienne (1948).

Selon l'Office fédéral de la statistique, Beggingen mesure 12,59 km2.

## Démographie
Selon l'Office fédéral de la statistique, Beggingen compte 522 habitants en 2009. Sa densité de population atteint 41 hab./km2.
Le graphique suivant résume l'évolution de la population de Beggingen entre 1850 et 2008 :